# Anasillomos chrysopus
Anasillomos chrysopus är en tvåvingeart som beskrevs av Jason Gilbert Hayden Londt 1983. Anasillomos chrysopus ingår i släktet Anasillomos och familjen rovflugor.
Artens utbredningsområde är Botswana. Inga underarter finns listade i Catalogue of Life.